# Brêlage
Ne pas confondre avec Brêlage à ceinturon.

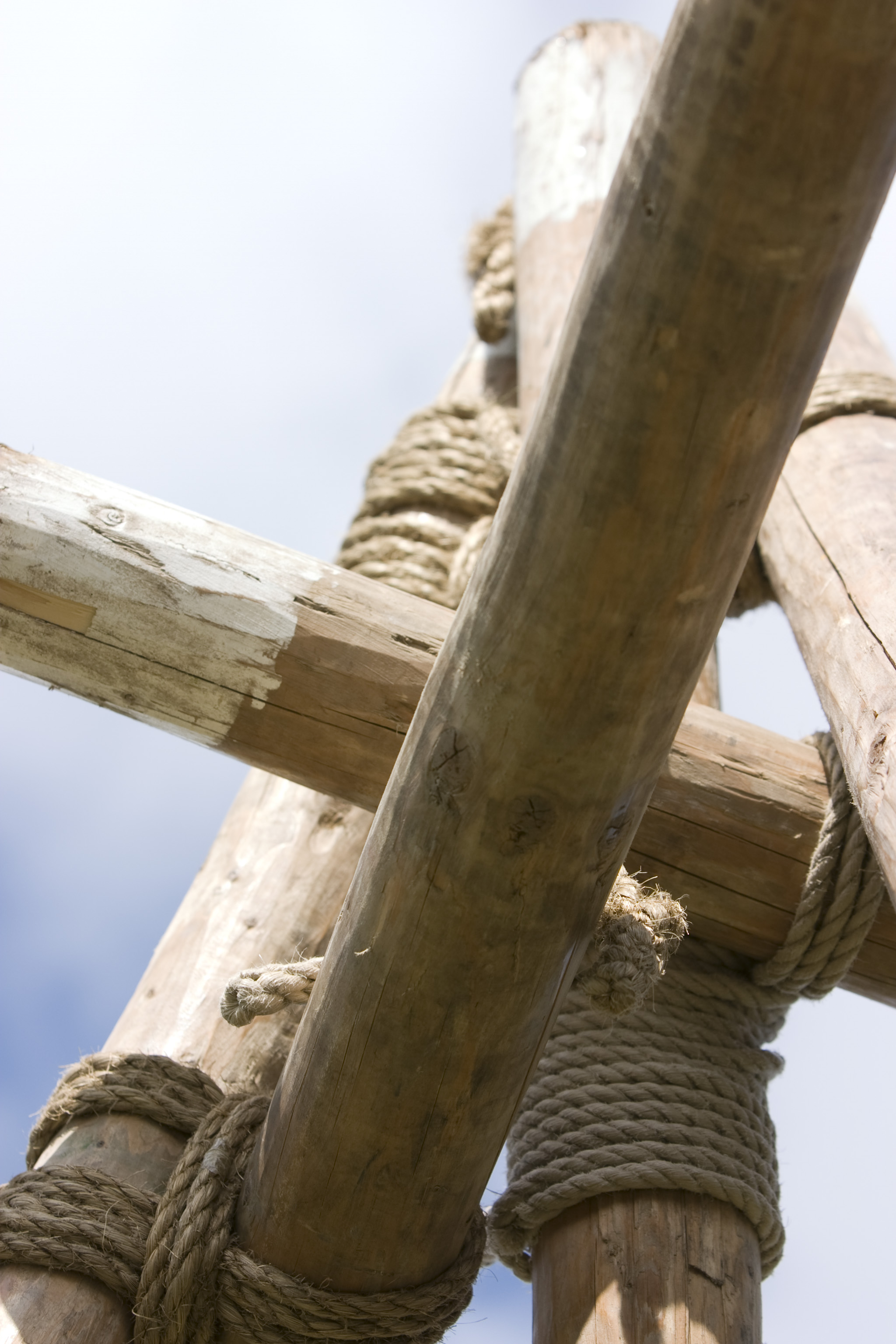
Brêlage utilisé pour une construction, par des scouts néerlandais

Le terme brêlage désigne une technique d'assemblage de morceaux de bois à l'aide de cordes. Le brêlage commence en fixant la corde à un des morceaux de bois, en général avec un nœud de cabestan ou un nœud de bois. Puis on effectue des circulaires autour de morceaux de bois.

## Étymologie
Le mot vient du terme braie.
Le terme « brêlage » et le verbe « brêler » veulent dire « assembler avec des cordages ». Ils s'emploient aussi pour exprimer l'action de sangler des bateaux (canoës ou kayaks) sur une remorque attelée à cet effet.

## Types
On distingue plusieurs types de brêlage :
- le brêlage carré, qui permet de fixer des perches à angle droit (il s'appelle aussi « brêlage droit ») ;
- le brêlage diagonal, qui permet de fixer des bâtons non perpendiculaires ;
- le brêlage en long, qui est utilisé pour juxtaposer deux bois parallèlement.

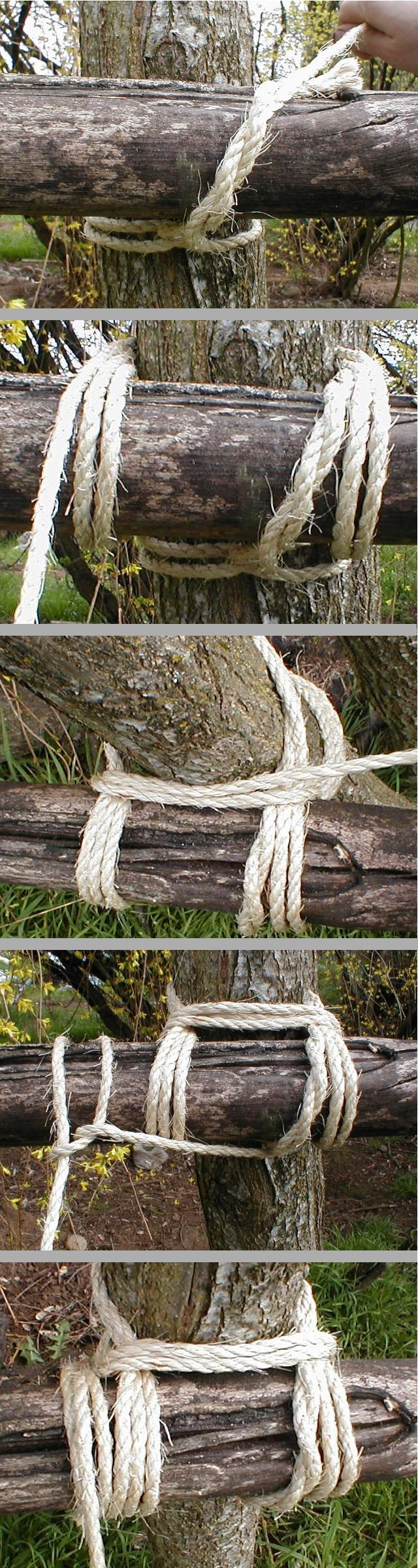
Le brêlage carré
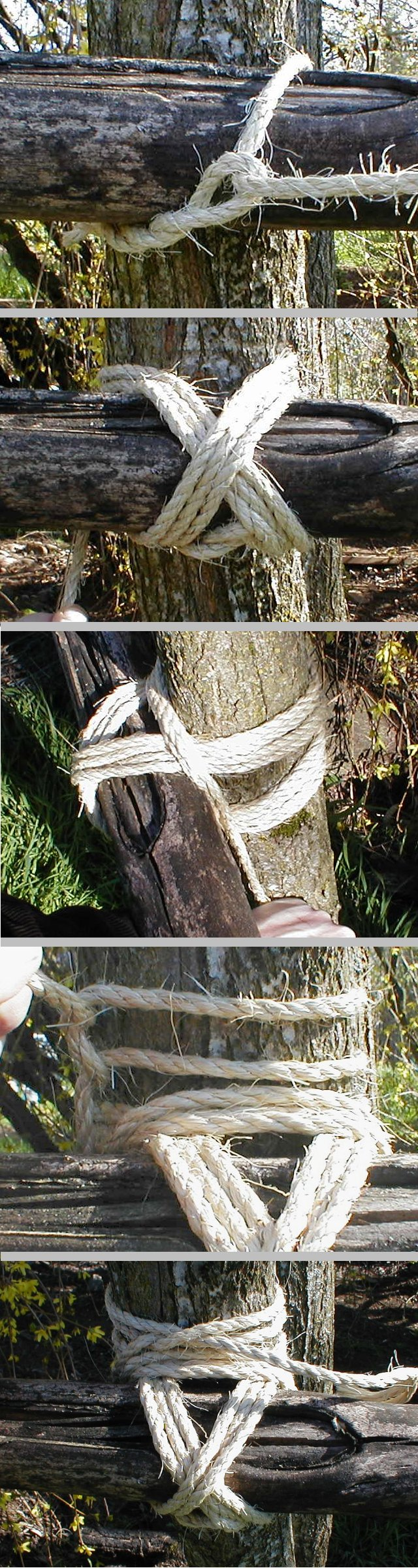
Le brêlage diagonal